# Saint-Généroux
Saint-Généroux est une commune du Centre-Ouest de la France située dans le département des Deux-Sèvres en région Nouvelle-Aquitaine.

## Géographie

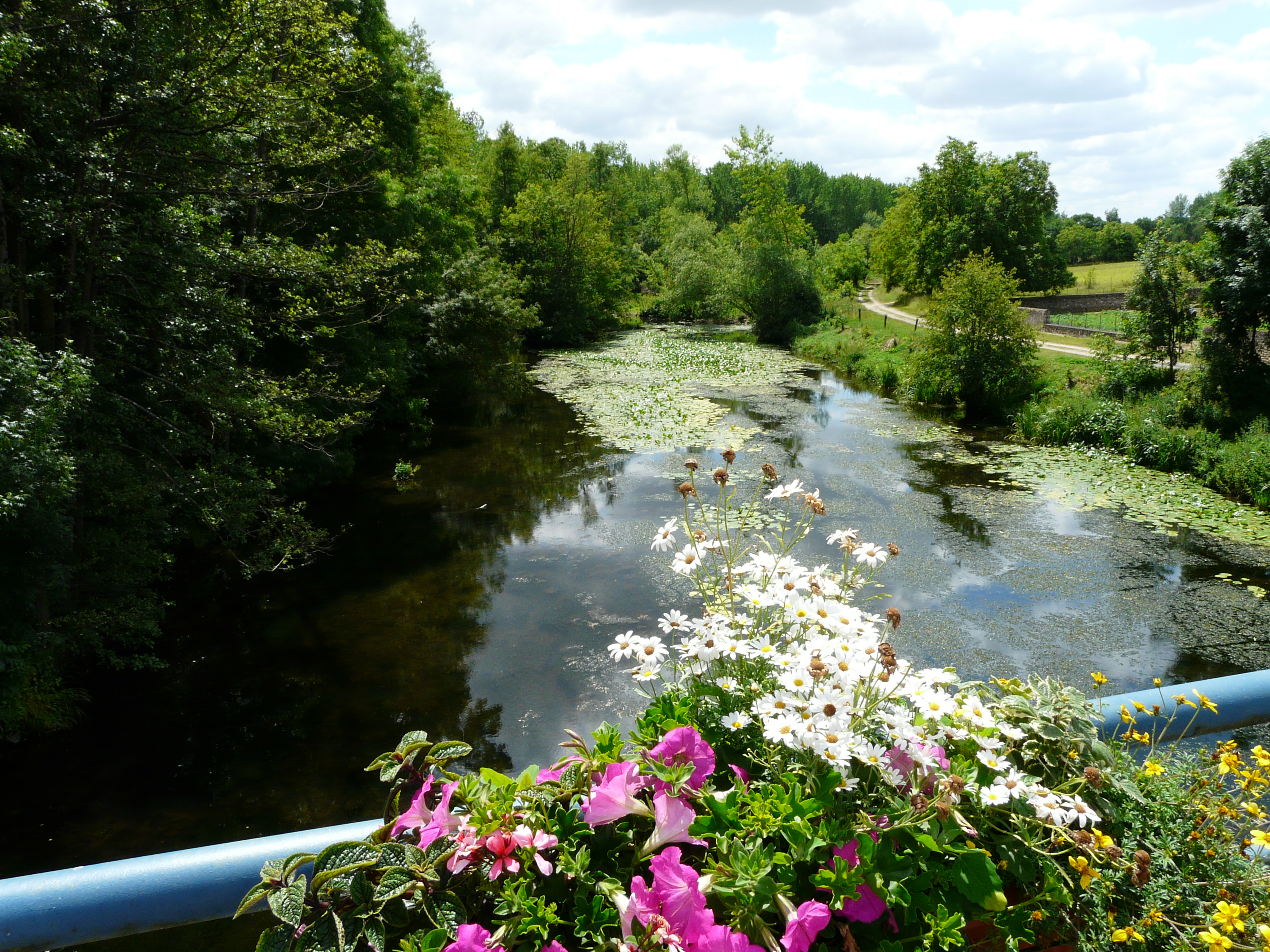
Le Thouet en amont du pont de Saint-Généroux.

Au nord du département des Deux-Sèvres, la commune de Saint-Généroux est arrosée par un affluent de la Loire, le Thouet.
En distances orthodromiques, ce bourg est situé au croisement des routes départementales 145 et 147, six kilomètres au nord d'Airvault et douze kilomètres au sud-sud-est de Thouars.
La départementale 121 passe également à l'ouest de la commune.

### Communes limitrophes
|              | Taizé-Maulais       | Oiron |
| Saint-Varent | Saint-Généroux      | Irais |
| Airvault     | Availles-Thouarsais |       |

### Climat
Pour des articles plus généraux, voir Climat de la Nouvelle-Aquitaine et Climat des Deux-Sèvres.
Historiquement, la commune est exposée à un climat océanique du nord-ouest.  
En 2020, Météo-France publie une typologie des climats de la France métropolitaine dans laquelle la commune est dans une zone de transition entre le climat océanique et le climat océanique altéré et est dans la région climatique  Moyenne vallée de la Loire, caractérisée par une bonne insolation (1 850 h/an) et un été peu pluvieux.
Pour la période 1971-2000, la température annuelle moyenne est de 12 °C, avec une amplitude thermique annuelle de 14,5 °C. Le cumul annuel moyen de précipitations est de 672 mm, avec 11 jours de précipitations en janvier et 6,6 jours en juillet. Pour la période 1991-2020, la température moyenne annuelle observée sur la station météorologique la plus proche, située sur la commune de Glénay à 9 km à vol d'oiseau, est de 12,6 °C et le cumul annuel moyen de précipitations est de 647,9 mm,. Pour l'avenir, les paramètres climatiques de la commune estimés pour 2050 selon différents scénarios d’émission de gaz à effet de serre sont consultables sur un site dédié publié par Météo-France en novembre 2022.

## Urbanisme

### Typologie
Au 1er janvier 2024, Saint-Généroux est catégorisée commune rurale à habitat dispersé, selon la nouvelle grille communale de densité à sept niveaux définie par l'Insee en 2022.
Elle est située hors unité urbaine. Par ailleurs la commune fait partie de l'aire d'attraction de Thouars, dont elle est une commune de la couronne,. Cette aire, qui regroupe 26 communes, est catégorisée dans les aires de moins de 50 000 habitants,.

### Occupation des sols
L'occupation des sols de la commune, telle qu'elle ressort de la base de données européenne d’occupation biophysique des sols Corine Land Cover (CLC), est marquée par l'importance des territoires agricoles (86,6 % en 2018), une proportion sensiblement équivalente à celle de 1990 (86,8 %). La répartition détaillée en 2018 est la suivante : 
terres arables (76,6 %), forêts (10,7 %), zones agricoles hétérogènes (9,4 %), zones urbanisées (2,7 %), prairies (0,6 %). L'évolution de l’occupation des sols de la commune et de ses infrastructures peut être observée sur les différentes représentations cartographiques du territoire : la carte de Cassini (XVIIIe siècle), la carte d'état-major (1820-1866) et les cartes ou photos aériennes de l'IGN pour la période actuelle (1950 à aujourd'hui).

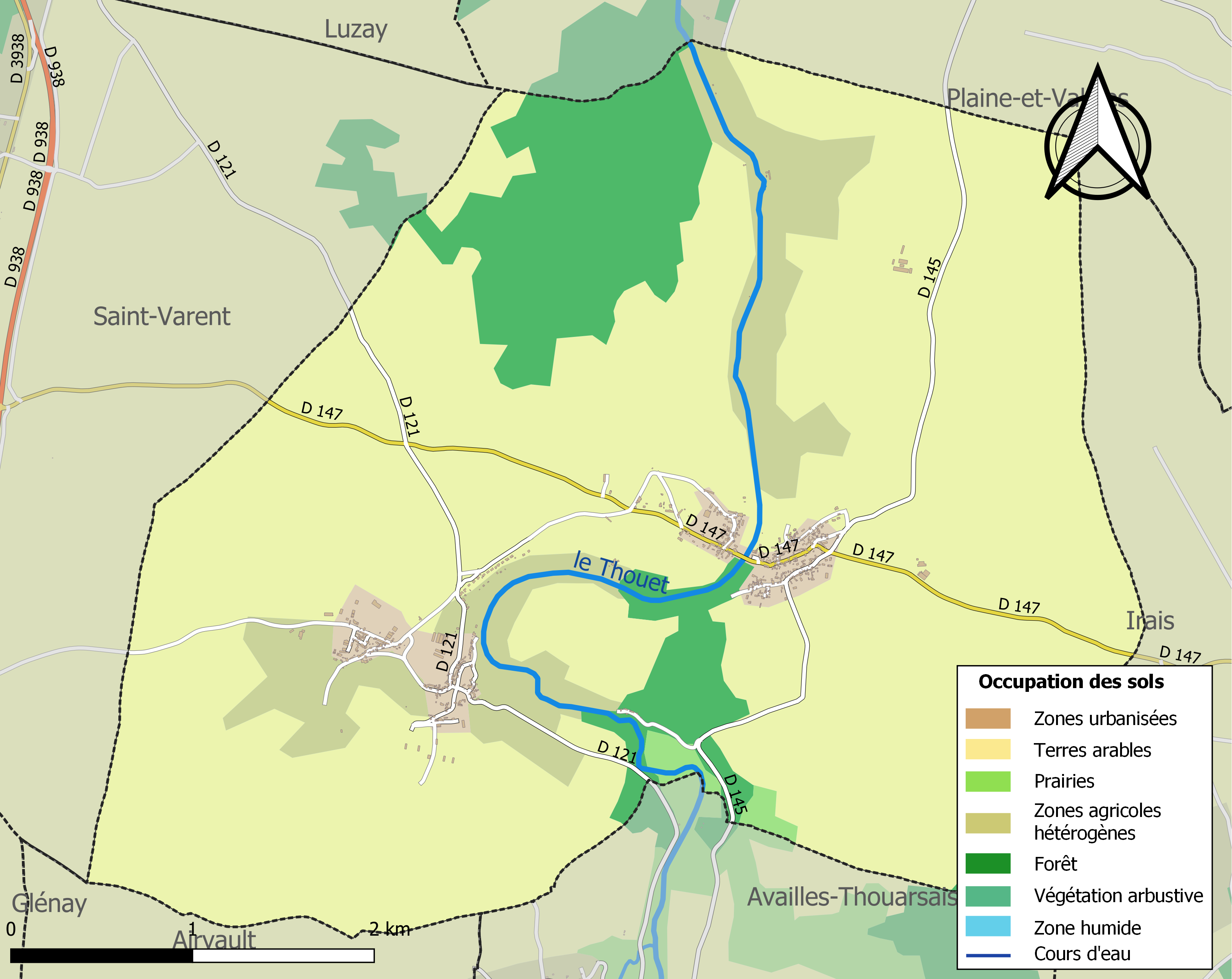
Carte des infrastructures et de l'occupation des sols de la commune en 2018 (CLC).

### Risques majeurs
Le territoire de la commune de Saint-Généroux est vulnérable à différents aléas naturels : météorologiques (tempête, orage, neige, grand froid, canicule ou sécheresse), inondations, mouvements de terrains et séisme (sismicité modérée). Il est également exposé à un risque technologique, la rupture d'un barrage. Un site publié par le BRGM permet d'évaluer simplement et rapidement les risques d'un bien localisé soit par son adresse soit par le numéro de sa parcelle.

#### Risques naturels
Certaines parties du territoire communal sont susceptibles d’être affectées par le risque d’inondation par débordement de cours d'eau, notamment le Thouet. La commune a été reconnue en état de catastrophe naturelle au titre des dommages causés par les inondations et coulées de boue survenues en 1982, 1983, 1992, 1995, 1999, 2008, 2010 et 2018,. Le risque inondation est pris en compte dans l'aménagement du territoire de la commune par le biais du plan de prévention des risques inondation (PPRI) de la « Vallée du Thouet », approuvé le 13 novembre 2008, dont le périmètre regroupe 22 communes.

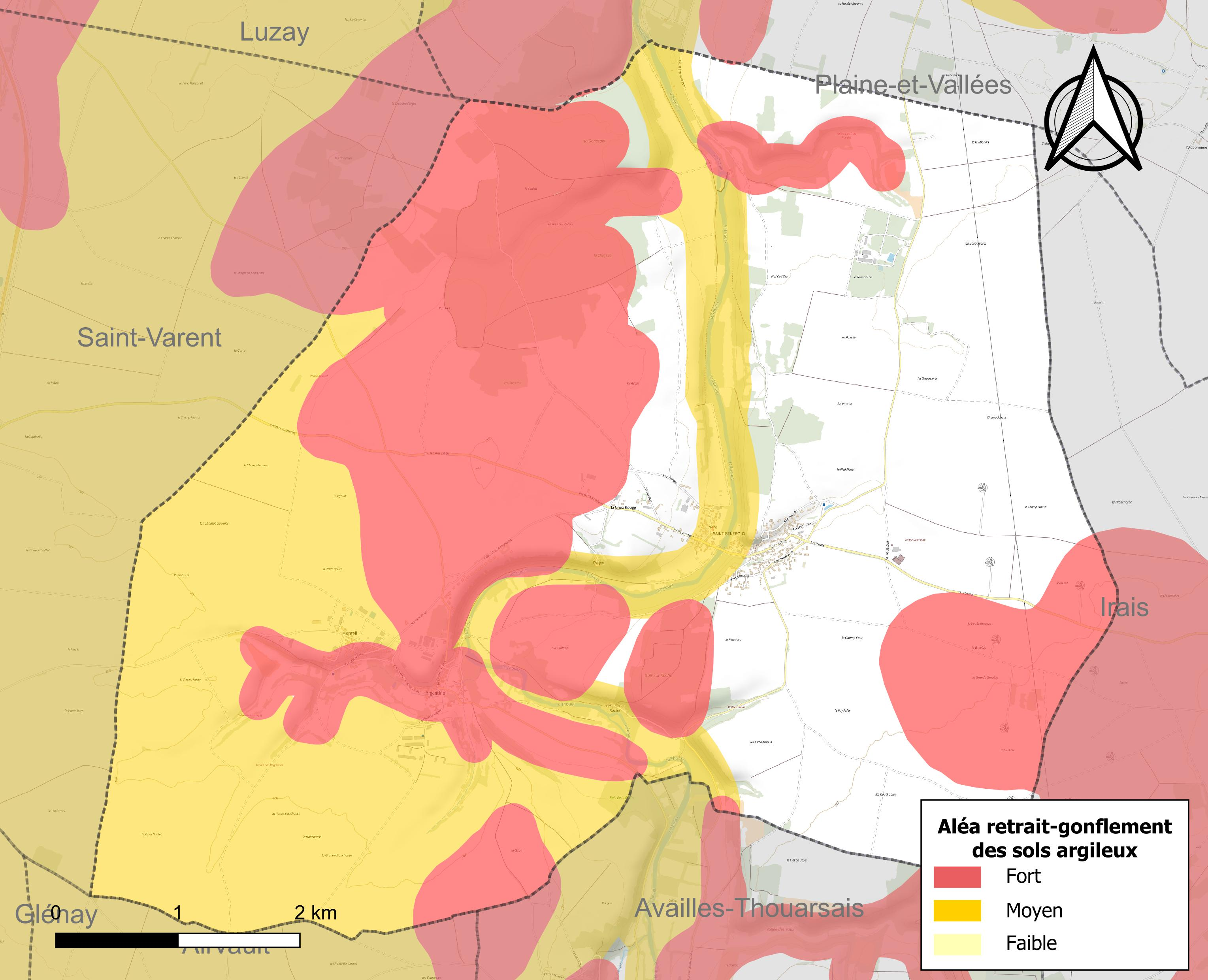
Carte des zones d'aléa retrait-gonflement des sols argileux de Saint-Généroux.

Les mouvements de terrains susceptibles de se produire sur la commune sont des mouvements de terrains, notamment des tassements différentiels. Le retrait-gonflement des sols argileux est susceptible d'engendrer des dommages importants aux bâtiments en cas d’alternance de périodes de sécheresse et de pluie. 65,5 % de la superficie communale est en aléa moyen ou fort (54,9 % au niveau départemental et 48,5 % au niveau national). Depuis le 1er octobre 2020, en application de la loi ELAN, différentes contraintes s'imposent aux vendeurs, maîtres d'ouvrages ou constructeurs de biens situés dans une zone classée en aléa moyen ou fort,.
La commune a été reconnue en état de catastrophe naturelle au titre des dommages causés par la sécheresse en 1989, 1991, 1996, 2003, 2005, 2011 et 2017 et par des mouvements de terrain en 1999 et 2010.

#### Risque technologique
La commune est en outre située en aval du barrage du Puy Terrier, un ouvrage de classe A mis en service en 1982 sur le territoire des communes de Saint-Loup-Lamairé, Louin et Gourgé, sur le cours d’eau le Cébron, affluent du Thouet. À ce titre elle est susceptible d’être touchée par l’onde de submersion consécutive à la rupture de cet ouvrage.

## Politique et administration

### Liste des maires
| Période                                  | Période  | Identité             | Étiquette | Qualité |
| ---------------------------------------- | -------- | -------------------- | --------- | ------- |
| Les données manquantes sont à compléter. |          |                      |           |         |
| 1971                                     | 1989     | Paul Fautrat         |           |         |
| 1989                                     | 1995     | Jean-Jacques Seranno |           |         |
| 1995                                     | 2014     | Louis-Marie Champême |           |         |
| 2014                                     | En cours | Cyril Duhem          |           |         |

### Politique environnementale
Dans son palmarès 2024, le Conseil national de villes et villages fleuris de France a attribué deux fleurs à la commune.

## Démographie
L'évolution du nombre d'habitants est connue à travers les recensements de la population effectués dans la commune depuis 1793. Pour les communes de moins de 10 000 habitants, une enquête de recensement portant sur toute la population est réalisée tous les cinq ans, les populations de référence des années intermédiaires étant quant à elles estimées par interpolation ou extrapolation. Pour la commune, le premier recensement exhaustif entrant dans le cadre du nouveau dispositif a été réalisé en 2004.

En 2022, la commune comptait 339 habitants, en évolution de −8,13 % par rapport à 2016 (Deux-Sèvres : +0,18 %, France hors Mayotte : +2,11 %).
| 1793 | 1800 | 1806 | 1821 | 1831 | 1836 | 1841 | 1846 | 1851 |
| ---- | ---- | ---- | ---- | ---- | ---- | ---- | ---- | ---- |
| 419  | 422  | 426  | 412  | 432  | 452  | 469  | 482  | 482  |

| 1856 | 1861 | 1866 | 1872 | 1876 | 1881 | 1886 | 1891 | 1896 |
| ---- | ---- | ---- | ---- | ---- | ---- | ---- | ---- | ---- |
| 473  | 489  | 504  | 526  | 501  | 556  | 526  | 538  | 514  |

| 1901 | 1906 | 1911 | 1921 | 1926 | 1931 | 1936 | 1946 | 1954 |
| ---- | ---- | ---- | ---- | ---- | ---- | ---- | ---- | ---- |
| 507  | 493  | 476  | 447  | 420  | 412  | 406  | 450  | 457  |

| 1962 | 1968 | 1975 | 1982 | 1990 | 1999 | 2004 | 2006 | 2009 |
| ---- | ---- | ---- | ---- | ---- | ---- | ---- | ---- | ---- |
| 404  | 369  | 331  | 344  | 351  | 296  | 298  | 301  | 370  |

| 2014 | 2019 | 2022 | - | - | - | - | - | - |
| ---- | ---- | ---- | - | - | - | - | - | - |
| 362  | 348  | 339  | - | - | - | - | - | - |

## Lieux et monuments
- L'église Saint-Généroux est classée monument historique depuis 1846[27]. L'église est l'une des plus anciennes du Poitou puisqu'elle date du Xe siècle. C'est un ancien prieuré dépendant de l'abbaye Saint-Jouin de Marnes. Le sanctuaire a probablement été édifié à l'emplacement du tombeau du moine Generosus, devenu saint Généroux. L'église fut remaniée au XIIe siècle et a été largement restaurée au XIXe siècle (reconstruction du mur-clocher en 1892-1893).
- Ruines de l'ancien couvent (autour de l'église).
- Pont roman sur le Thouet, inscrit depuis 1926[28]. Le pont roman a été construit par les moines de Saint-Jouin-de-Marnes au cours des XIIe et XIIIe siècles. Il se compose de cinq arches dont deux présentent des refuges piétons aménagés sur des avant-becs triangulaires en amont. Les arcs sont en plein cintre pour les trois du centre et brisés pour les deux autres. Long de 126 m, il est revêtu d'une chaussée pavée de plus de 80 m de long, qui lui donne un cachet remarquable.

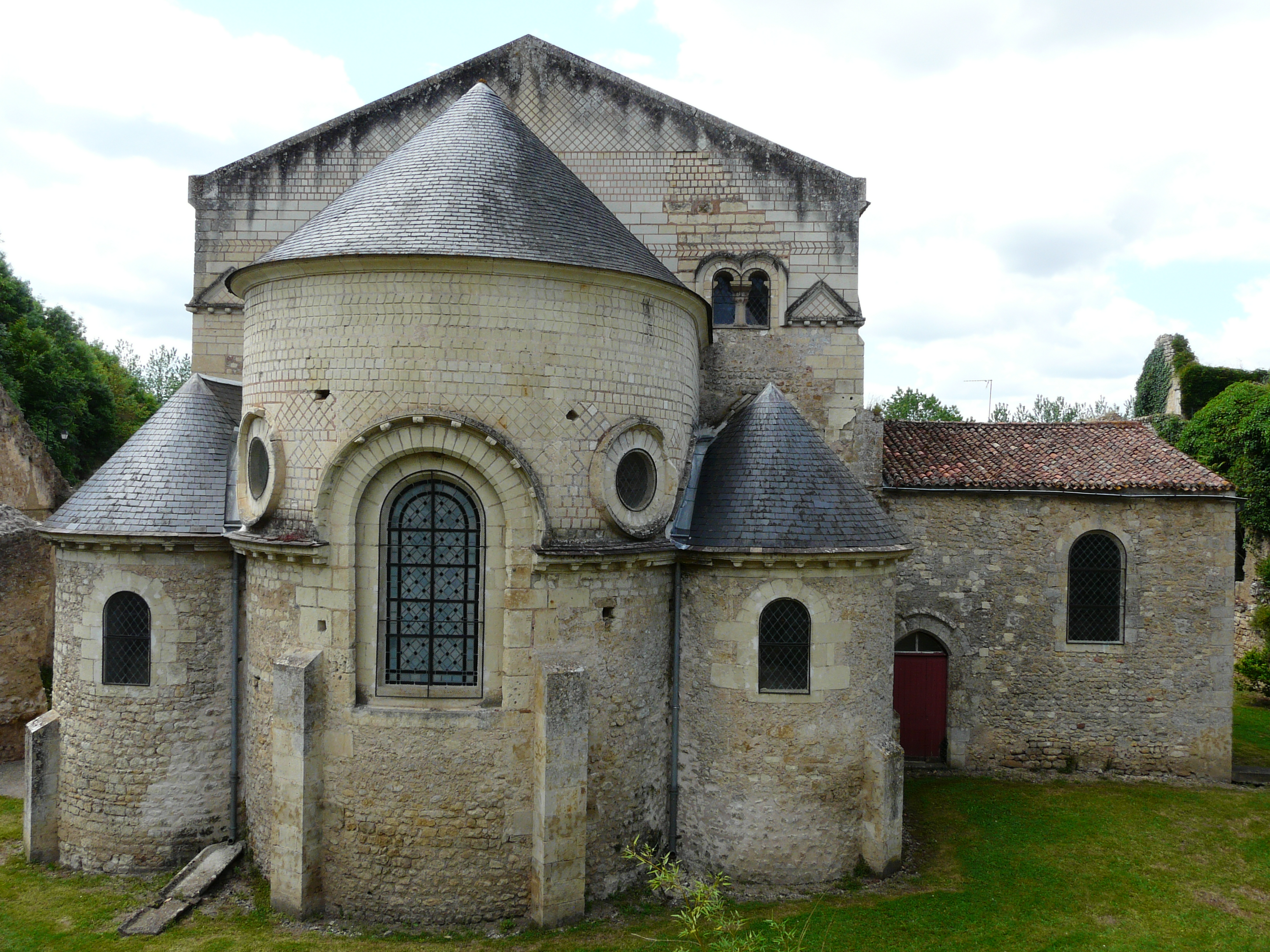
Le chevet de l'église.
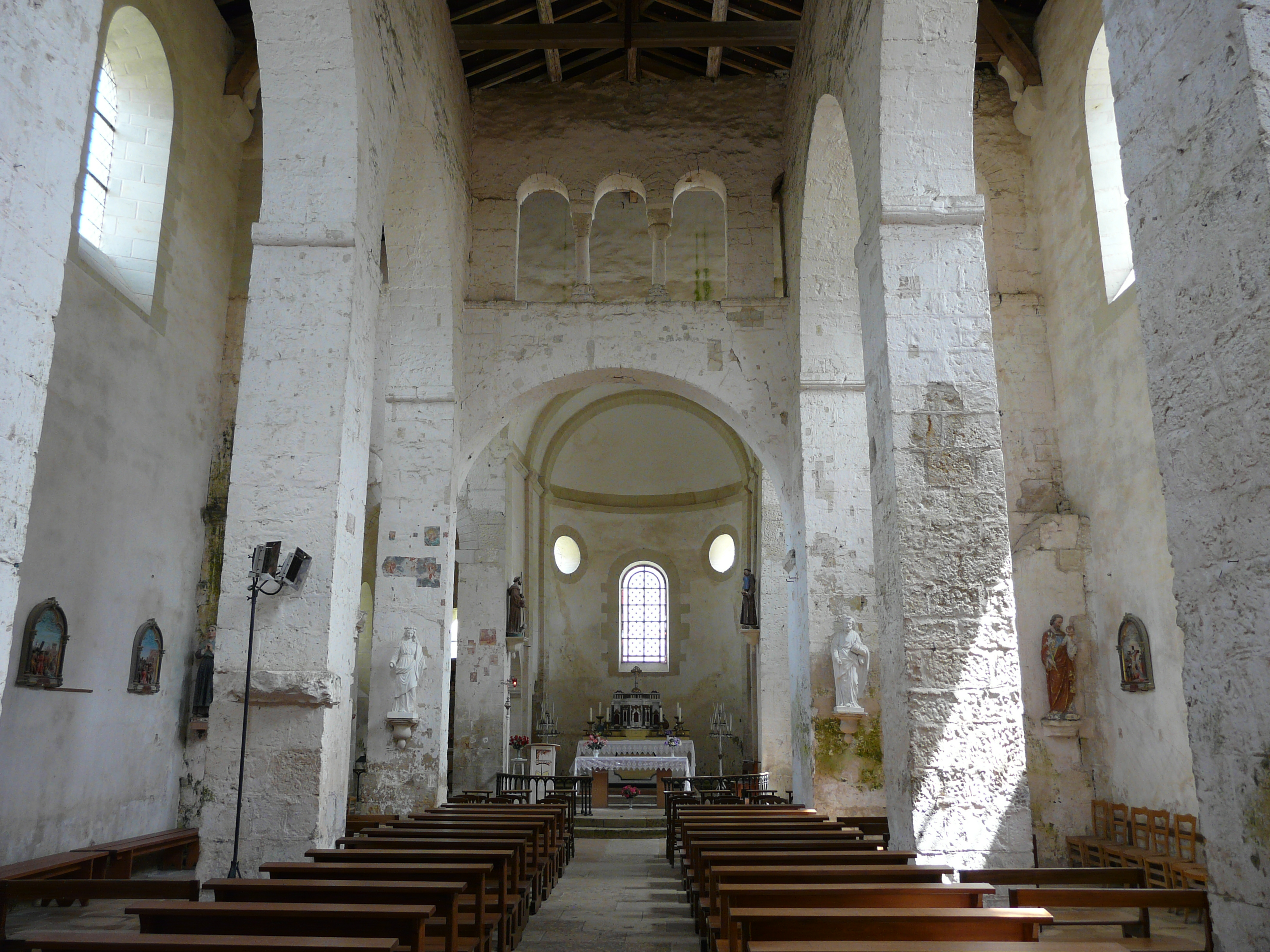
La nef.
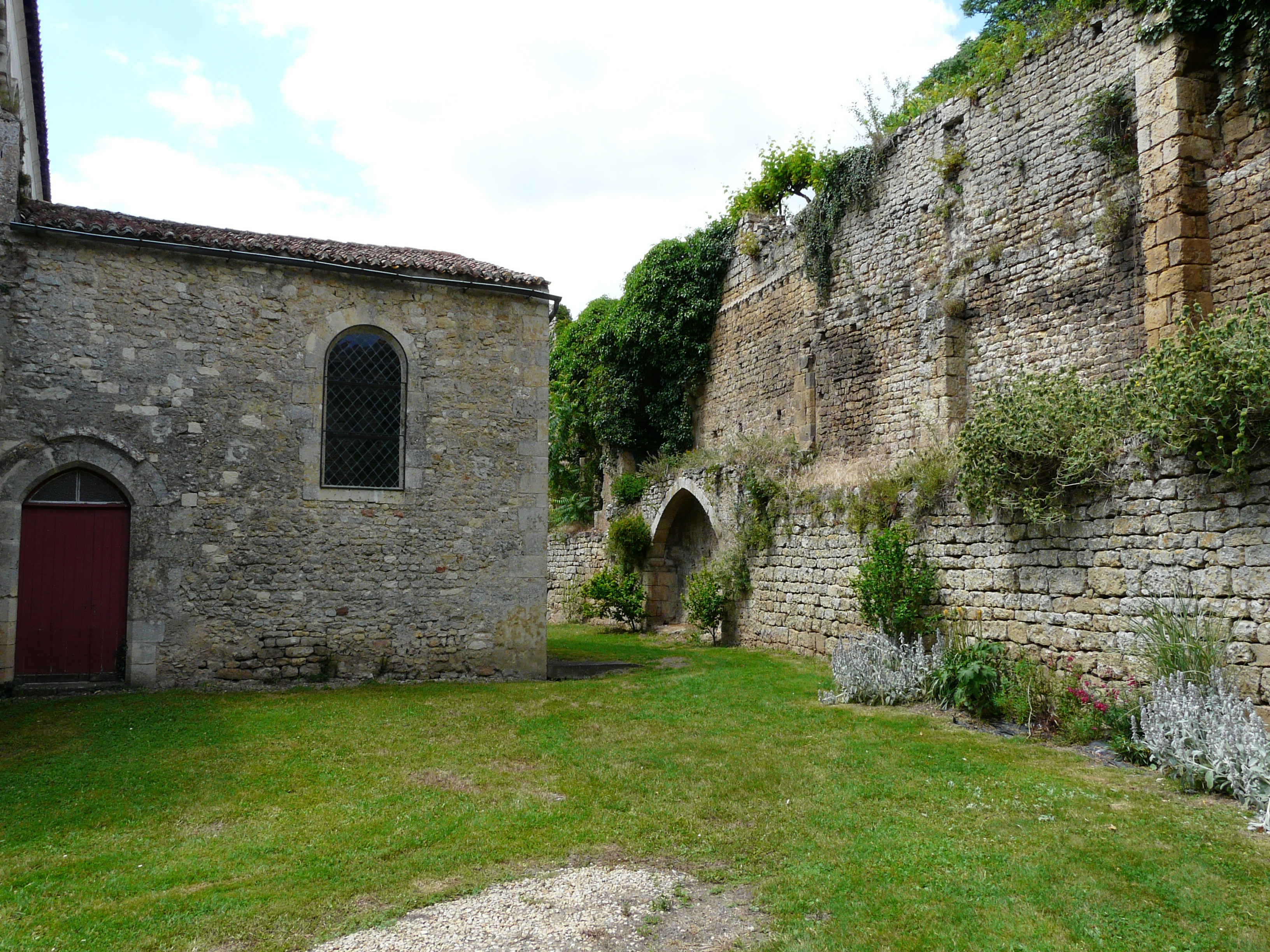
À droite de l'église, les ruines de l'ancien couvent.
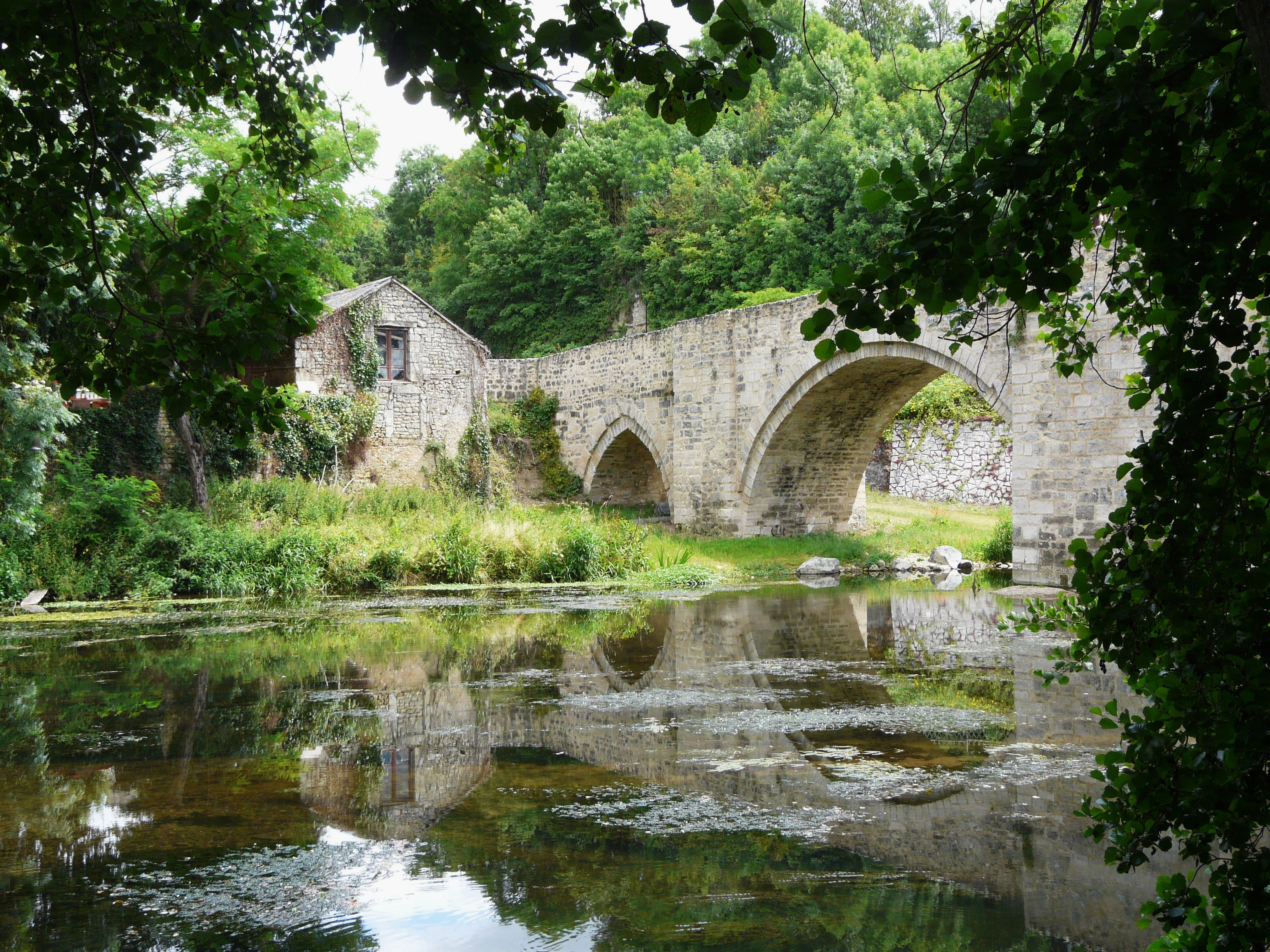
Le Thouet en aval du pont roman.

## Personnalités liées à la commune
- Généroux (VIe siècle), romain d'origine, moine puis abbé à Saint-Jouin-de-Marnes ; fêté le 16 juillet en Occident et le 10 juillet en Orient.
- François Villon (XVe siècle) cite « Saint Genéroux en Poitou ». Se je parle ung poy poictevin, Ice m'ont deux dames apris. Illes sont tres belles et gentes, Demourans a Saint Generou Prez Saint Julïen de Voventes, Marche de Bretaigne a Poictou.